# Dyops cyanargyria
Dyops cyanargyria är en fjärilsart som beskrevs av George Francis Hampson 1926. Dyops cyanargyria ingår i släktet Dyops och familjen nattflyn. Inga underarter finns listade i Catalogue of Life.